# Stańkowa (Basses-Carpates)
Pour l’article homonyme, voir Stańkowa (Petite-Pologne).
Stańkowa est une localité polonaise de la gmina d'Ustrzyki Dolne, située dans le powiat des Bieszczady en voïvodie des Basses-Carpates. Elle se trouve à environ 80 kilomètres au sud-est de la capitale régionale Rzeszów.

## Géographie

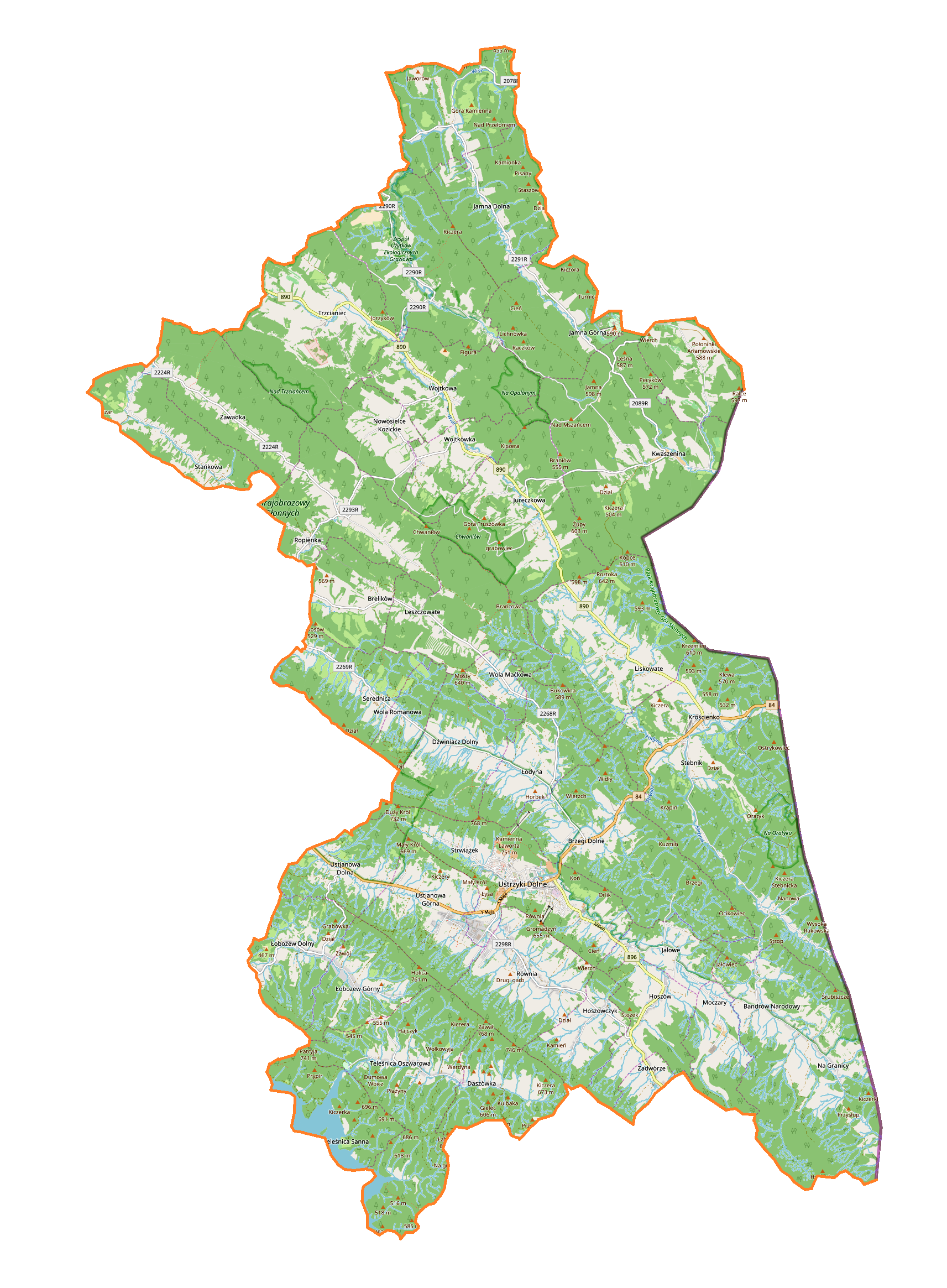
Carte de la gmina d'Ustrzyki Dolne.